# Routes régionales de la Vallée d'Aoste
Les routes régionales de la Vallée d'Aoste sont les artères du réseau routier de la Vallée d'Aoste.

## Liste
| Numéro | Parcours                                                                   | km   |
| ------ | -------------------------------------------------------------------------- | ---- |
| RR 2   | Hône - Pontboset - Champorcher (Vallée de Champorcher)                     | 15,9 |
| RR 7   | RN 26 - Saint-Vincent - RR 33                                              | 12,6 |
| RR 9   | Filey - Mongnod                                                            | 6,2  |
| RR 15  | Villefranche - Grand-Brissogne - Grand-Pollein                             | 9,3  |
| RR 18  | Pont-Suaz - La Cerise                                                      | 12,2 |
| RR 19  | Aéroport de la Vallée d'Aoste - Pont-Suaz                                  | 3,9  |
| RR 20  | Aymavilles - Aoste                                                         | 7,4  |
| RR 23  | Champagne - Pont (Valsavarenche)                                           | 25,8 |
| RR 24  | Introd - Mélignon - Chanavey - Bruil - Pellaud - Thumel (Val de Rhêmes)    | 17,4 |
| RR 25  | Arvier - Rochefort - La Ravoire - Planaval - Bonne - Surier (Valgrisenche) | 21,2 |
| RR 26  | Arvier - Cerellaz - Saint-Nicolas                                          | 9,0  |
| RR 33  | Saint-Vincent (RN 26) - Brusson (RR 45) (Col de Joux)                      | 24,3 |
| RR 35  | Pollein - Villefranche                                                     | 5,5  |
| RR 36  | Nus - Ville-sur-Nus                                                        | 26,4 |
| RR 37  | Ville-sur-Nus - Villefranche                                               | 9,0  |
| RR 38  | RN 27 - Arpuilles - Excenex - Les Fiou - Gignod (RN 27)                    | 8,9  |
| RR 39  | RN 26 - La Thuile - Arpy - Morgex (RN 26)                                  | 18,6 |
| RR 40  | La Cerise - Taxel                                                          | 11,1 |
| RR 41  | Saint-Nicolas - Persod - Verrogne - Ville-sur-Sarre - Arpuilles - RR 38    | 19,9 |
| RR 42  | Mongnod - Champagne (Col de Saint-Pantaléon)                               | 22,3 |
| RR 43  | Tache - Stafal                                                             | 6,0  |
| RR 44  | Pont-Saint-Martin - Tache (Vallée du Lys)                                  | 33,2 |
| RR 45  | Brusson - Verrès (Val d'Ayas)                                              | 16,7 |
| RR 46  | Châtillon - Breuil-Cervinia (Valtournenche)                                | 26,5 |
| RR 47  | Sarre - Cogne - Lillaz (Val de Cogne)                                      | 24,3 |